# オースチン・ヒーレー100
オースチン・ヒーレー100は、1953年から1956年の間に、ブリティッシュ・モーター・コーポレーション（BMC）により製造されたスポーツカーである
「100」（ハンドレッド）は後に「ビッグ・ヒーレー」と呼ばれることとなる3タイプ中の最初のモデルにあたる。後継の「100-6」（ハンドレッド・シックス）は、寸法、外観、メカニズムの点で「100」よりも最終型の「3000」と多くの共通点を持った別モデルである。
この車は、ドナルド・ヒーリーにより、ウォリックにあった彼の小さな会社において、オースチンA90アトランティック（Austin Atlantic 英語版）のメカニズムを元にして開発された。ヒーリーは1952年のロンドンモーターショーに向け1台のヒーレー100を製作。そのデザインはオースチンの社長であったレナード・ロードに大きな感銘を与え、オースチンのロングブリッジ工場で量産される契約がヒーリーとの間に結ばれ、その車は「オースチン・ヒーレー100」と改名された。
「100」という名は、ドナルド・ヒーリーが名付けたものだが、これはこの時代にはほとんど存在しなかった、100 mph（時速100マイル） を達成できる車両であることに由来する。それに対し、後継である「オースチン・ヒーレー3000」の名は、搭載していた直列6気筒の 3,000 cc エンジンに由来している。

## 100（BN1、BN2）
オースチン・ヒーレー100の生産は、オースチンのロングブリッジ工場においてA90のラインの隣で行われ、ベースとなったA90のシャーシに、ウェスト・ブロムウィッチにあったジェンセンにて製作、塗装がされたボディを載せて仕上げられた。以前この両社は、オースチンA40スポーツの開発計画を共同で進めていた。
最初の100（シリーズBN1）は、A90と同じ90 hp（67 kW)のエンジンとマニュアルトランスミッションを装備していたが、トランスミッションは3速ユニットに、2速と3速にオーバードライブを持つようモディファイされている。2,660 cc の水冷直列4気筒エンジンは、当時の4気筒としては大排気量のスペック、アンダースクエアとなる87.3 mm のボアと111.1 mm のストロークが特徴である。オースチンは商用車分野で競合するゼネラルモーターズ(GM)傘下のボクスホール製ベドフォードトラックにパワーで対抗するため、1930年代後期にGM製シボレー直列6気筒OHVを参考にした大型6気筒エンジンを開発したが、A90・ヒーレー100に積まれた4気筒はその派生型であった。
足回りは、ガーリング11インチ（279.4 mm)ドラムブレーキが4輪に装着され、フロントサスペンションはコイルスプリングを使った独立懸架、リアは半楕円リーフスプリングのリジッドアクスルを採用。ステアリングはカム・レバー式である。
生産は1953年10月に始まり、1955年半ばにBN2モデルへ変わった。BN1とBN2との違いは、僅かに大きなフロントホイールアーチ、リアアクスル、BN1にはオプションで2トーン塗装があったことである。100で選べた色には、リノレッド、スプルースグリーン、ヒーレーブルー、フロリダグリーン、オールドイングリッシュホワイト、プリムローズイエロー、黒、そして限定のガンメタルグレーがあった。
1953年、ドナルド・ヒーリー モーターカンパニーはワークス体制で2台の100をル・マン24時間レースに出場させ、総合12位、14位を獲得した。それに合わせて110 hp（82 kW）を発揮する高性能モデルの100Mが開発され、640台限定で作られた。「M」はル・マン（Le Mans）意味する。100Mはフロントサスペンションが強化され、ボンネットには革製のボンネットベルトと共に排熱用のルーバーが加えられた。エンジンは、キャブレターへのエアフローを増やすためのコールドエアボックスが、より口径の大きな1-3/4SUキャブと共に装着されている。
もう一つの限定車として、50台が市販されたアルミボディと132 hp（98 kW）エンジンを持つ100Sがある。鋳鉄シリンダーヘッドはアルミヘッドに換装され、オーバードライブユニットが外されていた。そしてダンロップ製のディスクブレーキを前後に装着している。車重を最低限にするため、バンパーあるいはフード（コンバーチブルトップ）がなく、フロントグリルは小さな物を使い、ウインドシールドスクリーンはプラスチック製の物に改められた。この100Sは、前後にスポーツディスクブレーキを備えた、世界初の市販車でもあった。軽量化の結果、重量は標準車より91 kg 軽くなっている。大多数の100Sは白に青のサイドを持つ2トーンカラーだった。しかし、少量がスプルースグリーン、リノレッドでオーダーされ、また1台のみ全て黒の100Sがある。
この他にドナルド・ヒーリー・モーターカンパニーでハンドメイドによるワークスカーが5台製作された。
これらの直列4気筒モデルは全てホイールベース90インチの2シーターである。
The Motor 誌（英語版）が1953年に行ったテストで、BN1は106 mph（171 km/h ）の最高速と、0-60 mph（97 km/h）加速で11.2秒を記録。燃料消費は1英ガロンあたり22.5マイル（12.6 L / 100 km、18.7 mpg（アメリカガロン））。テスト車は税込み1063ポンドであった。

## 100-6（BN4、BN6）
100-6は100の名が冠された最後のモデルで、1956年のBN4（2+2）と1958年のBN6（2シーター）からなる。後席のスペース確保のため、ホイールベースは2インチ（50.8mm）拡大された。ボンネットにはビルドインエアスクープが設けられ、ウインドシールドスクリーンはそれまで可倒（後傾）式だったものが固定式となった。かつてオースチン・ウエストミンスターに搭載されていたBMC・Cシリーズエンジン（英語版）をチューニングして搭載し、当初は102bhp（76kW）を発揮した。1957年にマニホールドとシリンダーヘッドに改良が加えられて117bhp（87kW)へと最高出力が引き上げられた。オーバードライブユニットは標準装備からオプション装備となった。1957年後半に生産工場がロングブリッジからアビンドンにあるMGの工場へと移されている。
117bhp仕様のBN6が The Motor 誌により1959年にテストされ、最高速度103.9mph（167.2km/h）、0-60mph（97km/h)加速10.7秒を記録。燃料消費は1英ガロンあたり20.8マイル（13.6L/100km、17.3mpg（アメリカガロン））を計測した。テスト車の価格は税436ポンドを含む1307ポンドであった。